# Блуждающие токи
Блужда́ющие то́ки — токи, возникающие в земле при её использовании в качестве токопроводящей среды.
Вызывают коррозию металлических предметов, полностью или частично находящихся под землёй, а иногда и лишь соприкасающихся с поверхностью земли.
Характерны, в частности, для трамвайных и железнодорожных путей электрифицированных железных дорог, не обслуживаемых должным образом.
В ряде случаев блуждающие токи являются следствием аварийной утечки с линий электропередачи.